# Hubov
Hubov (německy Hubow) je malá vesnice, část obce Nadějkov v okrese Tábor v Jihočeském kraji. Nachází se asi jeden kilometr jihovýchodně od Nadějkova. Je zde evidováno 11 adres. V roce 2011 zde trvale žilo patnáct obyvatel.
Hubov leží v katastrálním území Nadějkov o výměře 5,89 km².

## Historie
První písemná zmínka o vesnici pochází z roku 1384.

## Obyvatelstvo
| Rok            | 1869 | 1880 | 1890 | 1900 | 1910 | 1921 | 1930 | 1950 | 1961 | 1970 | 1980 | 1991 | 2001 | 2011 | 2021 |
| -------------- | ---- | ---- | ---- | ---- | ---- | ---- | ---- | ---- | ---- | ---- | ---- | ---- | ---- | ---- | ---- |
| Počet obyvatel | 89   | 83   | 80   | 68   | 58   | 61   | 51   | 37   | 32   | 25   | 19   | 17   | 8    | 15   | 21   |
| Počet domů     | 11   | 11   | 11   | 11   | 10   | 10   | 10   | 11   | 11   | 7    | 7    | 7    | 8    | 9    | 9    |

## Zajímavá místa
- Vyhlídka na Nadějkov
- Buk u Hubova (zařazen mezi významné stromy, na vyvýšenině severně od obce)[9]
- Roubený špýchar na návsi (ve špatném stavu)[10]
- Petříkovický potok (vytéká ze soustavy rybníků u Starcovy Lhoty)
- Kříž při vjezdu do obce od Nadějkova, s reliéfem kalicha a srdce na kamenném podstavci, z boku hvězdy a s letopočtem 1910
- Druhý kříž je v obci, pochází z roku 1859[11]

## Galerie

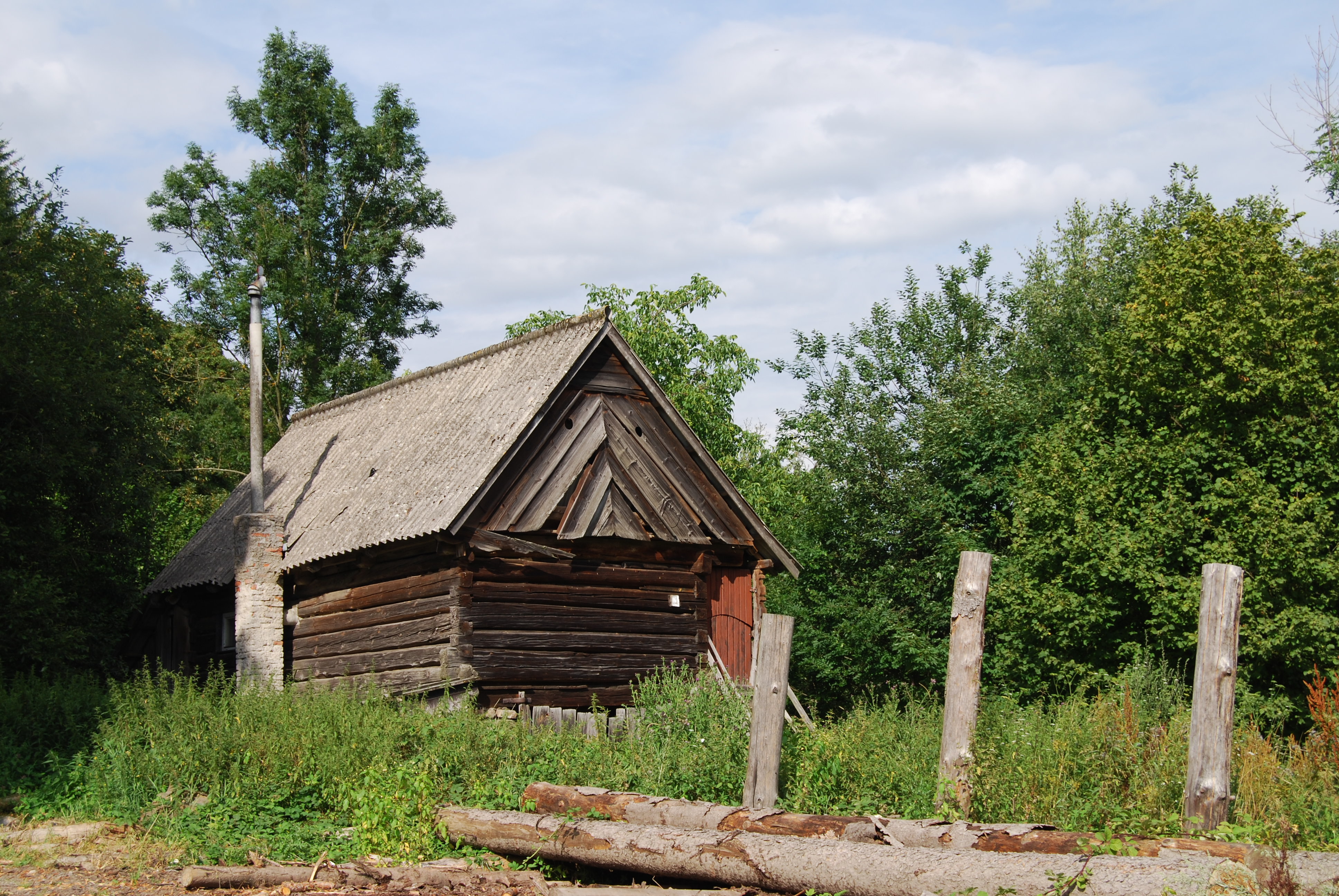
Stará roubenka
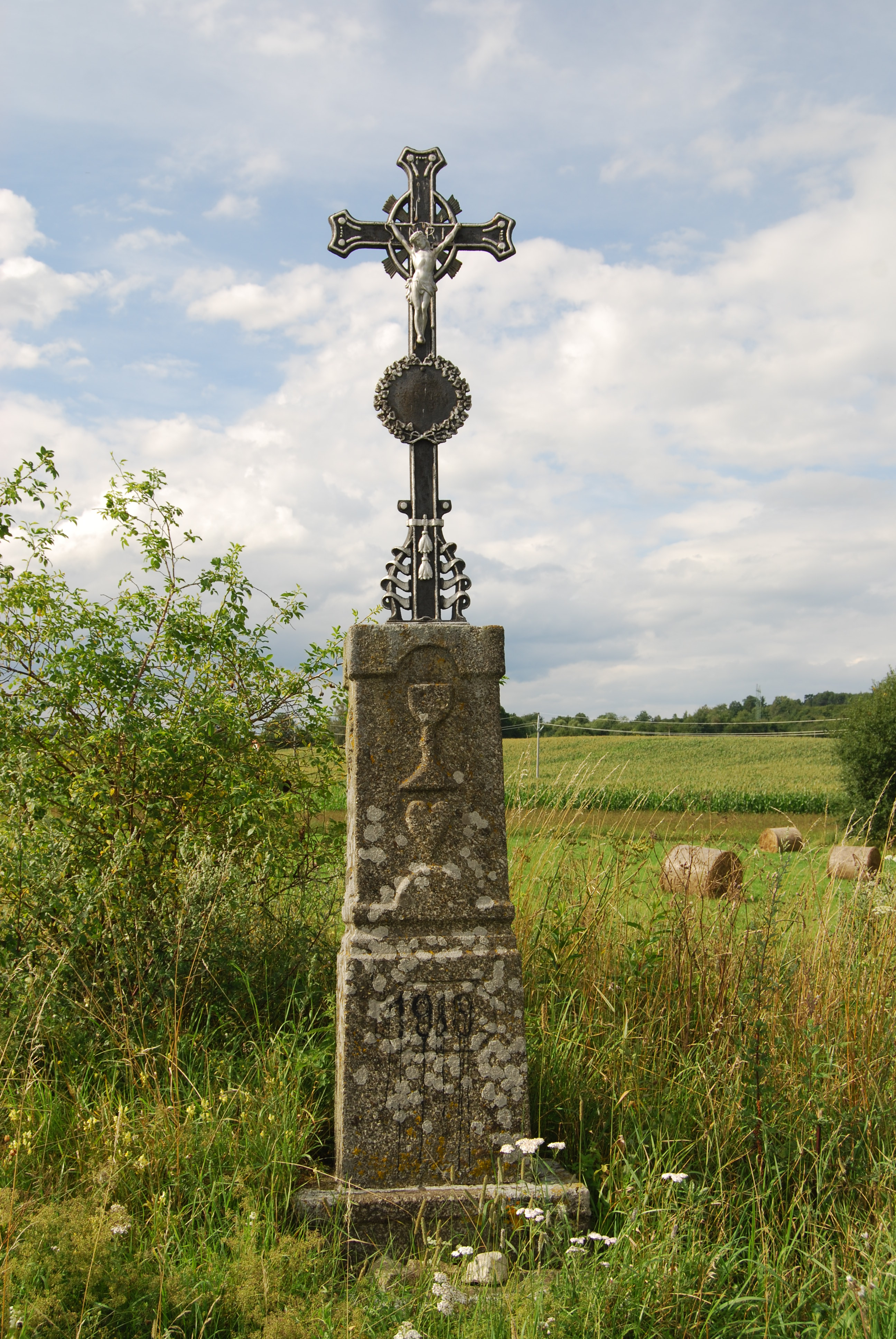
Kříž před vesnicí
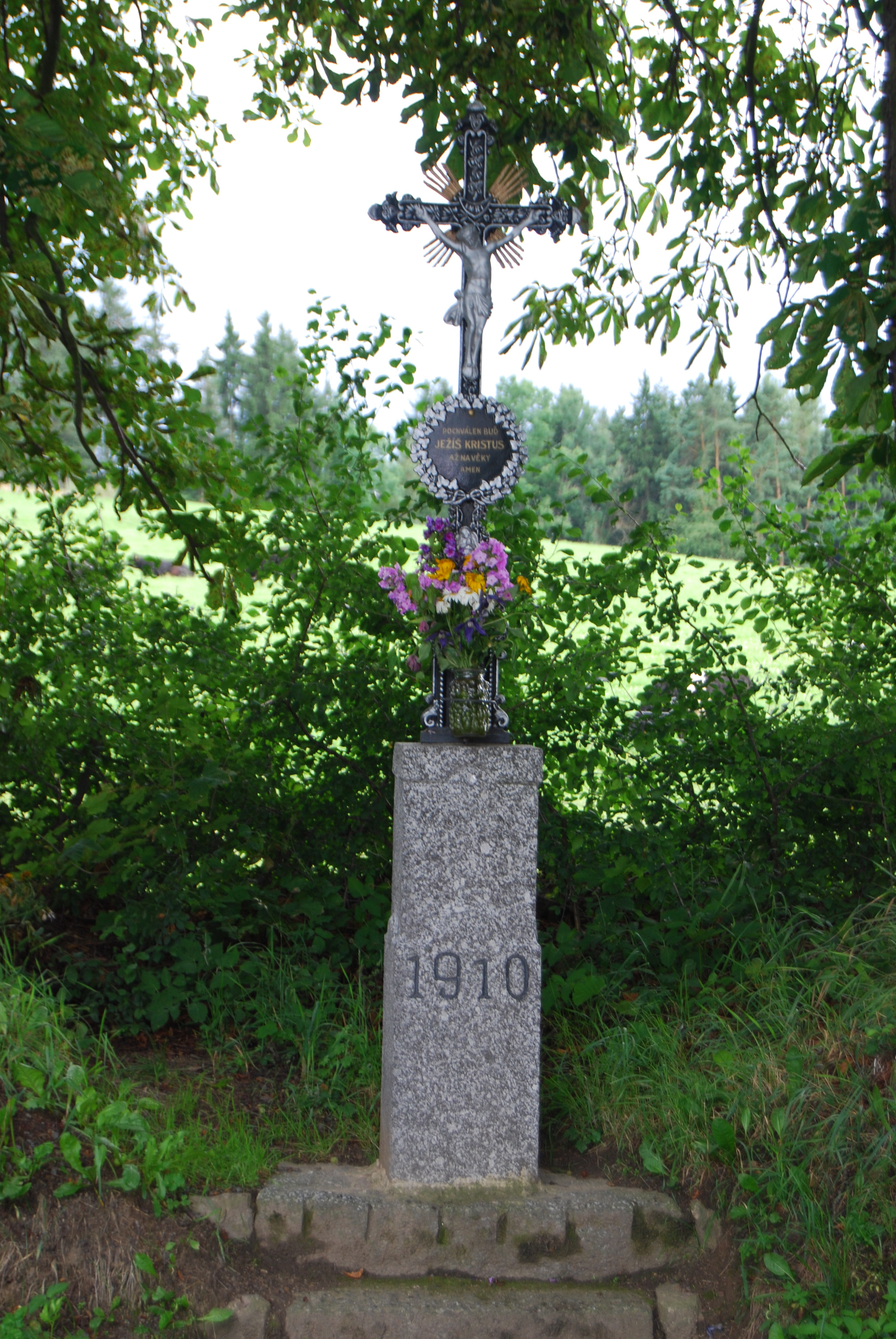
Kříž u odbočky do vesnice
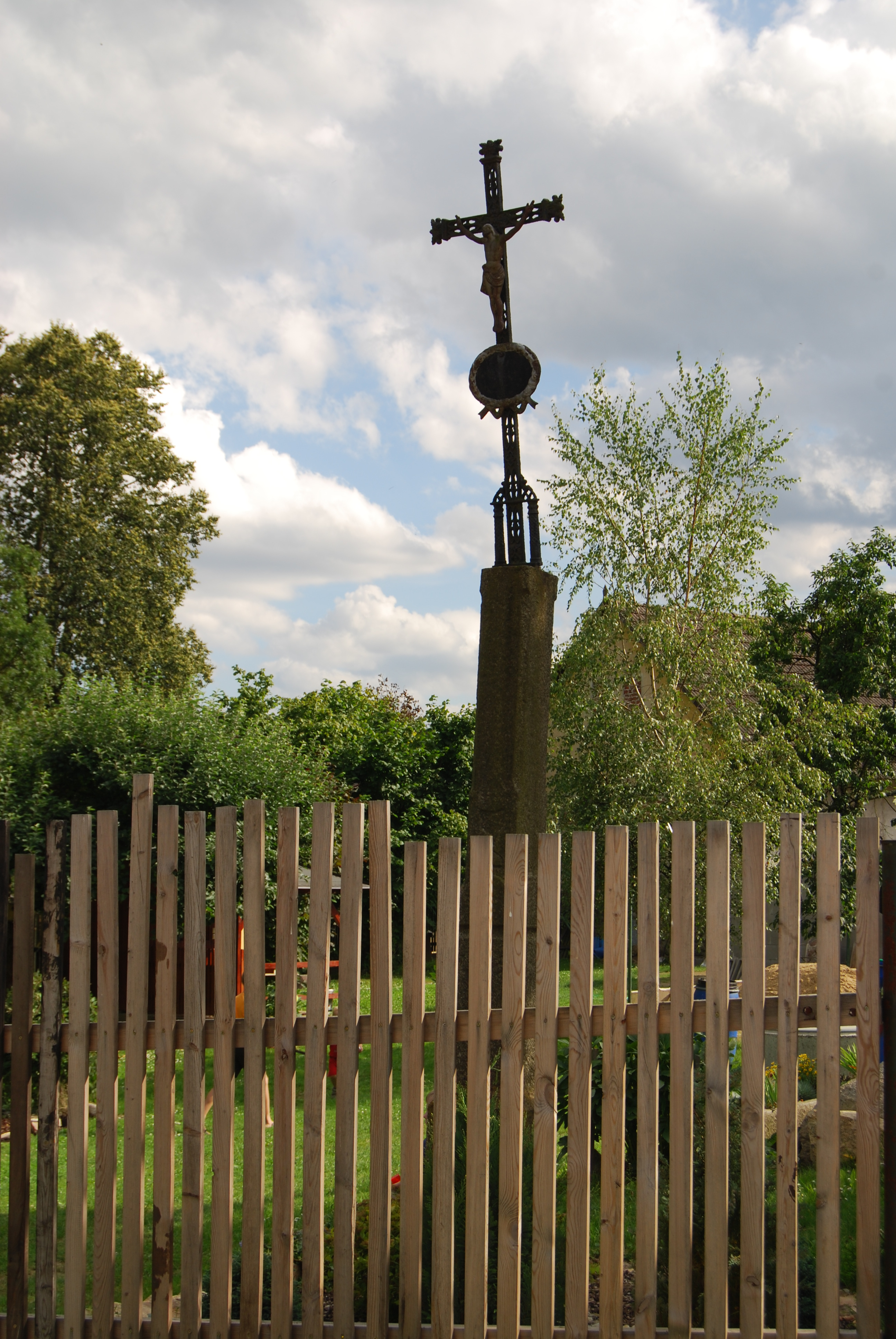
Kříž ve vsi